# Chuquibambilla
Chuquibambilla è una città del Perù, capoluogo del distretto omonimo e della provincia di Grau.